# Causal salud
La causal salud es una de las autorizaciones legales al aborto, que consiste en una permisión para interrumpir voluntariamente el embarazo cuando existe un riesgo para la salud de las mujeres asociado con la continuación de la gestación. Actualmente se encuentra consagrada en los códigos penales y en la regulación de muchos países en América Latina y el resto del mundo.

## Características
Aunque algunos países han elaborado listados de situaciones que dan lugar a la aplicación de la causal salud, se entiende que ésta se aplica cuando existe riesgo para la salud de las mujeres en las dimensiones reconocidas por los instrumentos de derechos humanos, como la Constitución de la Organización Mundial de la Salud (OMS) y el Protocolo de San Salvador. En concreto, la causal salud se aplica cuando la persona está amenazada física, mental o socialmente. 
En cuanto a las situaciones que dan lugar a la aplicación de la causal, basta que se presente riesgo de afectación de la salud de la mujer. Según la OMS esto significa que exista posibilidad o probabilidad de que el daño ocurra, sin que sea necesario que se presente el daño.

## Consecuencias jurídicas
A pesar de que se trata de una excepción legal al delito de aborto, en muchos países las mujeres se encuentran con numerosas barreras para acceder a los servicios de interrupción voluntaria del embarazo. 
Algunos Estados y prestadores de servicios de salud han sido condenados por obstaculizar e impedir el acceso de las mujeres a servicios de interrupción voluntaria del embarazo existiendo riesgo para su salud. Dichas situaciones se han presentado en Perú (K vs Perú), Argentina (Caso OMV), Colombia (Sentencia T-009 de 2009), Irlanda (Caso AG vs X), y Polonia (Caso Tysiac vs Polonia).
Actualmente en América Latina se desarrollan varias discusiones relacionadas con la causal salud, tanto sobre las consecuencias de la prohibición como relacionadas con los alcances de su aplicación.